# Luciferin

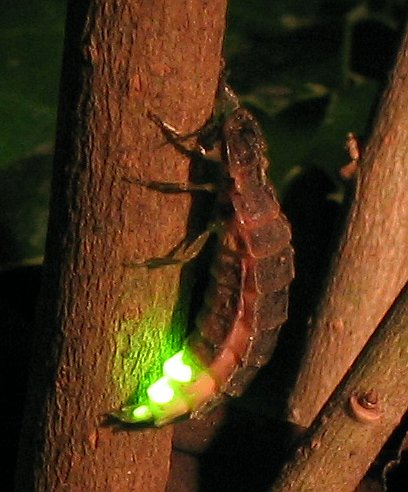
Světluška větší

Chemická struktura luciferinu světlušky

Luciferiny (odvozeno z latinského lucifer = „světlonoš“, lux = světlo, fero = nesu) jsou skupina biologických pigmentů, které jsou schopné emitovat energii v podobě světla; tato biochemická reakce se nazývá bioluminiscence.

## Popis a funkce luciferinů
Luciferiny jsou malomolekulové substráty, které za pomoci enzymu luciferázy oxidují na produkty, oxyluciferin a energii ve formě světla. Ke každému luciferinu koresponduje jistý enzym luciferáza.

## Zástupci
Luciferinem disponují:
- světluškovití (Lampyridae)
- některé medúzy (rod Aequorea)
- někteří plži – konkrétně Latia neritoides
- obrněnka rodu svítilka
- některé bakterie